# Telekom Slovenije
Die Telekom Slovenije, d. d. ist ein Telekommunikationsunternehmen in Slowenien. Das Unternehmen hat seinen Sitz in Ljubljana und ist als Aktiengesellschaft seit dem 2. Oktober 2006 an der Ljubljanska borza gelistet. Die Telekom Slovenije Group ist in mehreren Ländern in Südosteuropa und Gibraltar präsent.

## Geschichte
Das Unternehmen entstand 1995 nach der Aufspaltung von PTT Slovenije in die beiden eigenständigen Unternehmen Pošta Slovenije und Telekom Slovenije. Ein Jahr später etablierte die Telekom Slovenije sein für Internetdienste zuständiges Unternehmen Slovenija Online. 1998 wurde die Telekom privatisiert und in eine Aktiengesellschaft umgewandelt.
In den folgenden Jahren expandierte das Unternehmen sowohl in Slowenien als auch im benachbarten Ausland. So führte man 2002 die Asymmetric Digital Subscriber Line (ADSL) ein und hatte zwei Jahre später mehr als 50.000 Kunden. 2005 etablierte die Telekom Slovenije das Tochterunternehmen GVO d. o. o. und erwarb insgesamt 75 Prozent der Anteile an Avtenta.si.
In den Jahren 2006 und 2007 erwarb die Telekom Slovenije das mazedonische On.net, das kosovarische Telekommunikationsunternehmen IPKO und Blic.net aus Bosnien und Herzegowina sowie Anteile an der Gibtelecom aus Gibraltar, an Aneks (Bosnien und Herzegowina) und an Albanian Online Service Provider (heute Primo). Außerdem erfolgte 2006 die Listung an der Ljubljanska borza.
2011 wurde der 1991 gegründete slowenische Mobilfunknetzbetreiber Mobitel durch die Telekom Slovenije übernommen und besteht seitdem als Marke des Unternehmens.
Am 31. August 2013 wurde bekannt, dass der slowenische Staat seinen 73-Prozent-Anteil an der Telekom Slovenije verkaufen will.
Die Slowenische Telekom besaß und betrieb den TV-Sender Planet TV. 2020 wurde der Sender dem ungarischen Sender TV2 von József Vida verkauft. Vida steht der ungarischen Regierungspartei Fidesz nahe, die wiederum eine enge politische Allianz mit Premier Janez Janša und der serbischen Regierung unter Aleksandar Vučić unterhält. Der Verkauf an die Ungarn war auch deshalb umstritten, weil das serbisch-niederländische Medienunternehmen United Group ein besseres Angebot vorgelegt hatte. United Group betreibt u. a. mit Kanal N1 für Kroatien, Serbien und Bosnien-Herzegowina, einen der wenigen unabhängigen Nachrichtensender in der Region.

## Tochterunternehmen
- GVO (Slowenien)
- Avtenta.si (Slowenien)
- TSmedia (Slowenien)
- IPKO (Kosovo)
- Blicnet (Bosnien und Herzegowina)
- Soline (Slowenien)
- SIOL (Montenegro, Bosnien und Herzegowina & Kroatien)
- TSinpo (Slowenien)

(Quelle:)